# Kołychawa
Kołychawa – część miasta oraz dzielnica Białej Podlaskiej w województwie lubelskim, położona na południowo-zachodnich rubieżach miasta. Jej główną osią jest ulica Kołychawa.

## Historia
Kołychawa to dawna wieś. W latach 1867–1928 należała do gminy Sitnik w powiecie bialskim, początkowo w guberni siedleckiej, a od 1919 w woj. lubelskim.
1 kwietnia 1928 Kołychawę włączono do Białej Podlaskiej.